# Rosalvo Costa Rêgo
Rosalvo Costa Rêgo (* 18. August 1891 in Pilar, Paraíba, Brasilien; † 3. Februar 1954) war ein brasilianischer Geistlicher und römisch-katholischer Weihbischof in São Sebastião do Rio de Janeiro.

## Leben
Rosalvo Costa Rêgo empfing am 28. Oktober 1914 das Sakrament der Priesterweihe. 
Am 30. März 1946 ernannte ihn Papst Pius XII. zum Titularbischof von Marciana und zum Weihbischof in São Sebastião do Rio de Janeiro. Der Erzbischof von São Sebastião do Rio de Janeiro, Jaime Kardinal de Barros Câmara, spendete ihm am 9. Juni desselben Jahres die Bischofsweihe; Mitkonsekratoren waren der emeritierte Bischof von Taubaté, André Arcoverde de Albuquerque Cavalcanti, sowie der Bischof von Niterói, José Pereira Alves. Am 3. März 1952 ernannte ihn Pius XII. zum Titularerzbischof von Hierapolis in Syria.